# Tom sem Freio
Tom Sem Freio (Tom Slick no original) é um desenho animado com cada episódio contendo seis minutos de duração. Fazia parte da série de George of the Jungle e era dos mesmos criadores de Alceu e Dentinho (Rocky & Bullwinkle). Produzido pela Jay Ward Productions.
Contava a história do educado e cavalheiro Tom Sem Freio, um automobilista e suas corridas. Continha os mesmos personagens característicos dos desenhos desta época, como a namorada e o super-vilão (Barão Oto Mático).
Foram criados 17 episódios no total.

## Episódios
| Ep. | Título original                   | Título                                                                                                 |
| --- | --------------------------------- | --- |
| 1   | "The Bigg Race"                   | "A Grande Corrida"                                                                                     |
| 2   | "Tom Slick and The Monster Rally" | "A corrida dos monstros"                                                                               |
| 3   | "The Cupp Cup Race"               | “A Corrida do Trambique”                                                                               |
| 4   | "Dranko the Dragster"             | "Dranko, o Dragão"                                                                                     |
| 5   | "Send in a Sub"                   | “A Grande Corrida de Submarinos” (título sugerido) (intitulada erroneamente como a Corrida do Pântano) |
| 6   | "The Mack Buster Trophy"          | “O Troféu dos Trambiqueiros”                                                                           |
| 7   | "Snow What?"                      | “A Grande Corrida da Pizza”                                                                            |
| 8   | "The Great Balloon Race"          | "A Grande Corrida de balões"                                                                           |
| 9   | "I´ve Been Railroaded"            | “Um Trem me Atropelou”                                                                                 |
| 10  | "Overstocked"                     | “Nem com Pneu Furado”                                                                                  |
| 11  | "The Sneaky Sheik"                | “Xeique Chico e o Charque Seco”                                                                        |
| 12  | "The Cheap Skateboard Derby'"     | “Trambicagem no Skate” (título sugerido)                                                               |
| 13  | "The Double Cross Country Race"   | “Do Oiapoque ao Chuí! É logo ali!” (título sugerido)                                                   |
| 14  | "The Apple-Less Indian 500"       | “500 Milhas em Rosquinhas” (título sugerido)                                                           |
| 15  | "The Irish Cheapstakes"           | "Aposta de Irlandês"                                                                                   |
| 16  | "The Badyear Blimp"               | “O Dirigível Anual”                                                                                    |
| 17  | "The Swamp Buggy Race"            | "A Corrida do Pântano"                                                                                 |